# چابار (کرواسی)

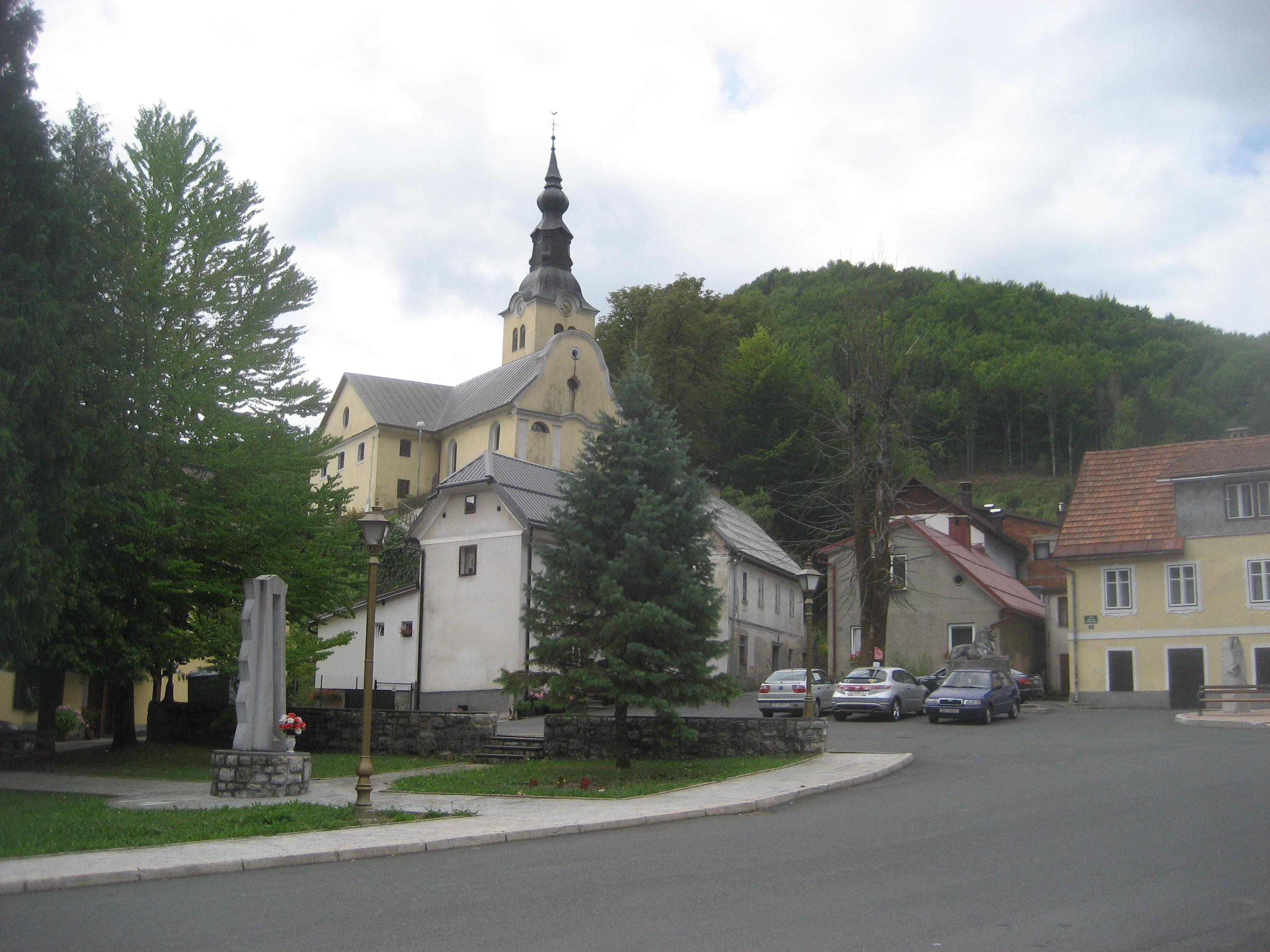
نمایی از شهر چابار در کشور کرواسی - ۲۰۱۲

چابار (به کرواتی: Čabar) شهری در ایالت پریمریه-گرسکی کتار کشور کرواسی است که جمعیت آن در سال ۲۰۱۱ میلادی ۴٬۳۲۸ نفر بوده‌است.